# Luis Sinclair
Luis Sinclair Murrell Haywood (Ciudad de Panamá, 28 de septiembre de 1947) es un exjugador de baloncesto panameño.

## Trayectoria
Luis Sinclair más conocido como Bebito Sinclair, nace un 28 de septiembre de 1947 en la antigua Zona del Canal, específicamente en Paraíso, barrio donde vivían los empleados del Canal de raza negra. Posteriormente, se muda a Pedro Miguel, otro barrio de la Zona del Canal. Hijo de la Sra. Winnifred Haywood y del Sr. Luis Murrell. Cursa sus estudios en la escuela República de Haití. Fue el Sr. Eustorgio González quien le dio su primera oportunidad en un equipo de baloncesto que se llamaba Bazar Imperial, dirigido por el Sr. Melo en Santa Ana. Hace su debut en el Gimnasio Neco De La Guardia en 1962, con mucho nerviosismo, ya que era la primera vez que jugaba con tanta afición en un deporte nuevo para el. Su equipo no clasificó a la ronda final, pero siguió jugando, esta vez en la liga Víctor Thomas, una liga un poco más avanzada. Jugaba con el equipo Rancho Grande, que dirigía el ex seleccionado nacional Darío El Canguro De León. Esta era la liga menor de Panamá; sin embargo, cuando pensaba en prepararse mejor para el siguiente año, le llega la sorpresa de que había sido ascendido a la liga mayor para el equipo de Cerveza Atlas. En 1965 llega su primer llamado a la Selección de Panamá y es por casualidad, pues se dirigía a practicar béisbol en el estadio de Barraza (ahora estacionamiento del Metro Bus), cuando fue interceptado en la calle 21 por el Grillo Holness quien le preguntó si quería viajar, a lo cual Sinclair contestó que sí. El Grillo Holness le dijo que fuera a practicar al Neco De la Guardia y al día siguiente Sinclair se presentó ante el director Lenguita Brown de Colón y para su sorpresa formó parte del equipo nacional junto a jugadores como Roberto Taylor y el difunto Arturo Trotman de Colón, y fue a jugar a Honduras en 1965. En los Juegos Panamericanos de 1967 Panamá junto a Luis Sinclair ganan el tercer lugar y la medalla de bronce, proeza que jamás se ha podido repetir. Solo fuimos superados por Brasil, que fue el Campeón, y Estados Unidos en segundo lugar. Eso les dio la oportunidad de participar en los Juegos Olímpicos de México 1968. Fue allí donde Davis Peralta se llevó el honor de ser el Mejor Anotador. Este ha sido el único deporte colectivo en Panamá, que ha participado en una olimpiada hasta el momento. Davis En 1970 se realizan los Juegos Centroamericanos y del Caribe en Panamá y nuevamente Luis Sinclair es llamado a participar en la Selección Nacional junto a Cecilio Straker, Pedro Rivas Reyna, Herbert Cousin, Mario Peart, Ernesto Agard, Ronald Walton, Julio Andrade, José Morales, Eduardo Blades, Julio Osorio Quintana y Davis Peralta.